# 法布里斯·贝拉
法布里斯·贝拉（法語：Fabrice Bellard，法語發音：[faˈbʁis bɛˈlaʁ]，1972年—）是一位法國著名的计算机程序员，因FFmpeg、QEMU等项目而闻名业内。他也是最快圆周率算法貝拉公式、TCCBOOT和TCC等项目的作者。
曾在国际C语言混乱代码大赛中三度獲勝。

## 生平
1972年生于法国格勒诺布尔（Grenoble）。在高中就读期间开发了著名的可执行压缩程序LZEXE，这是當年DOS上第一个广泛使用的文件压缩程序。大学就读于巴黎综合理工学院，后在巴黎高等电信学校攻读。
1996年，他编写了一个简洁但是完整的C编译器和一个Java虚拟机Harissa。Fabrice Bellard发明的TinyCC是GNU/Linux环境下最小的ANSI C语言编译器，是目前号称编译速度最快的C编译器。
1997年他提出了最快速的计算圆周率的算法，是貝利－波爾溫－普勞夫公式的变体。在计算圆周率的过程中，Fabrice Bellard使用改良后的查德诺夫斯基方程算法来进行圆周率的计算，并使用貝利－波爾溫－普勞夫公式来验证计算的结果。为了纪念他对圆周率算法所作出的杰出贡献，Fabrice Bellard所使用的改良型算法被命名为Fabrice Bellard算法，这种算法是目前所有圆周率算法中最快的一种，这个计算N位PI的公式比传统的BBP算法要快47%。
1998年编写了一个简洁的OpenGL实现TinyGL。
2000年，他化名Gérard Lantau，创建了FFmpeg项目。FFmpeg单词中的FF指的是Fast Forward，FFmpeg这个2000年发起著名的开源多媒体播放器项目，是MPlayer的姊妹项目。这是一个如此重要的成就。这个多平台、多功能的多媒体编码解码器由Fabrice Bellard发起并管理，现在是由Michael Niedermayer在进行维护。
2003年，开发了Emacs克隆QEmacs。
2004年，他编写了一个只有138KB的启动加载程序TCCBOOT，可以在15秒内从源代码编译并启动Linux系统。
2005年，用普通PC和VGA卡设计了一个数字电视系统。
2009年12月31日，他声称打破了圆周率计算的世界纪录，算出小数点后2.7万亿位，仅用一台普通個人電腦。他使用的个人PC价格不到2000欧元，仅用了116天，就计算出了PI的小数点后第2.7万亿位，超过了由目前排名世界第47位的T2K Open超级计算机于2009年8月17日创造的世界纪录。新纪录比原纪录多出1200亿位，然而，他使用的这台桌面电脑的配置仅为：2.93GHz Core i7 CPU，6GB内存，7.5TB硬盘。
2011年，他使用JavaScript写了一个PC虚拟机Jslinux。这个虚拟机仿真了一个32位的x86兼容处理器，一个8259可编程中断控制器，一个8254可编程中断计时器，和一个16450 UART。
2012年，在PC上用软件实现4G LTE基站。
2019年，他编写了一款新的Javascript引擎QuickJS。